# Przatów Dolny
Przatów Dolny – wieś w Polsce położona w województwie łódzkim, w powiecie zduńskowolskim, w gminie Szadek. 
W latach 1975–1998 miejscowość należała administracyjnie do województwa sieradzkiego. 
Zobacz też: Przatów Górny